# Pinus quadrifolia
Pinus quadrifolia är en tallväxtart som beskrevs av Filippo Parlatore och George Bishop Sudworth. Pinus quadrifolia ingår i släktet tallar, och familjen tallväxter. IUCN kategoriserar arten globalt som livskraftig. Inga underarter finns listade i Catalogue of Life.

## Bildgalleri

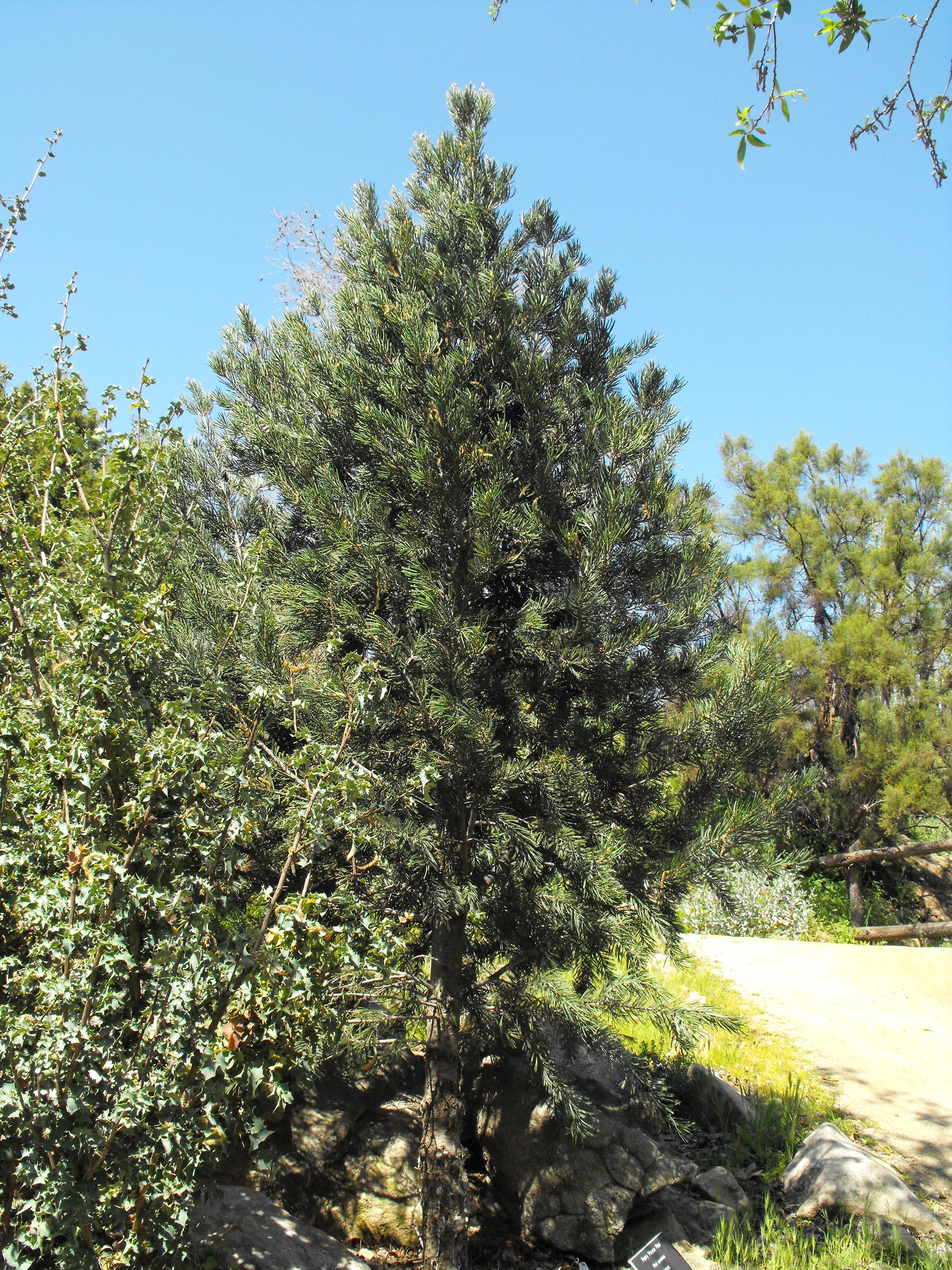
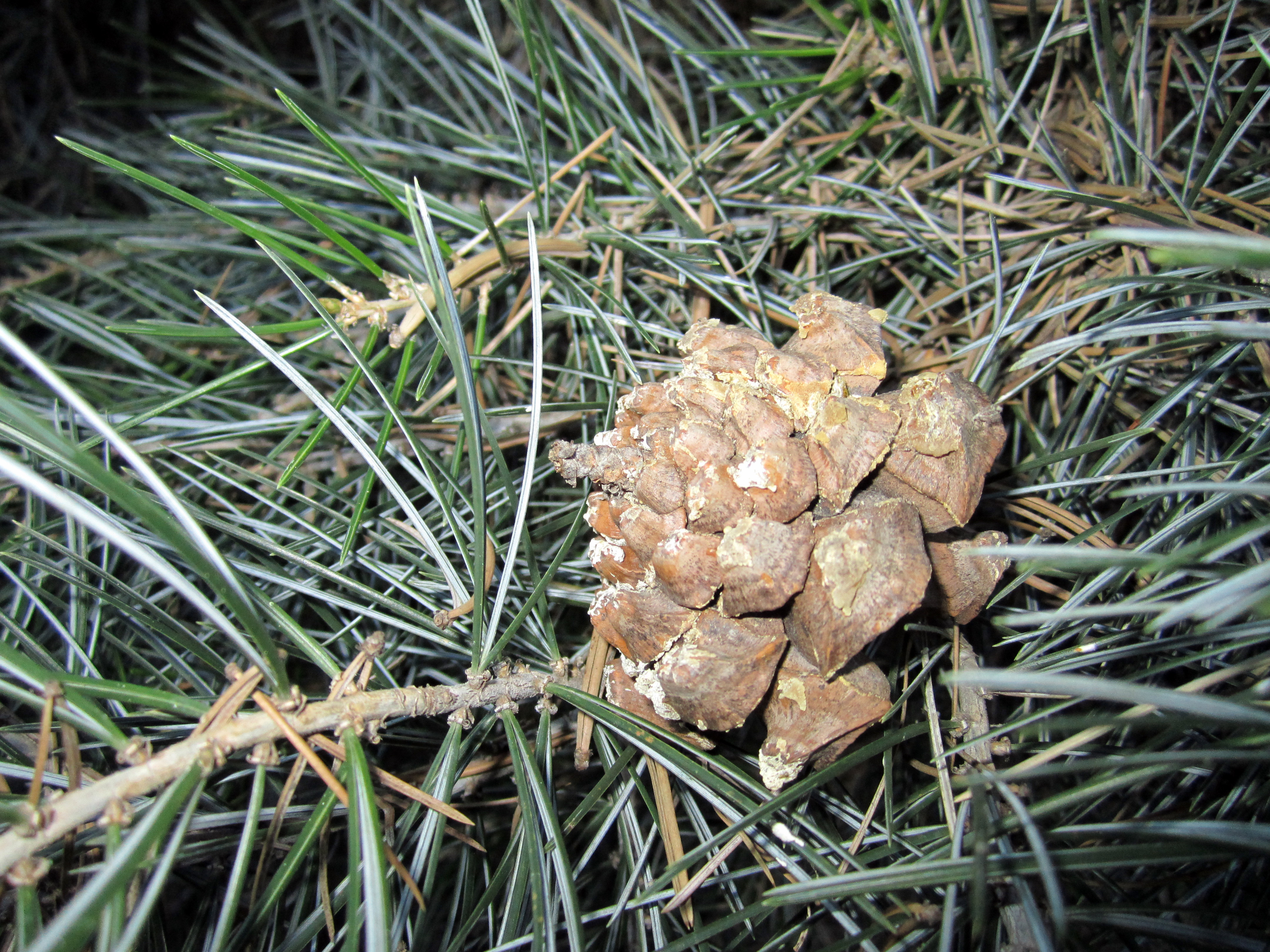